# Felix, Fortunát a Achilleus
Svatí Felix, Fortunát a Achilleus byli mučedníci. Felix byl knězem a Achilleus s Fortunátem jáhni. Byli posláni svatým Irenejem z Lyonu evangelizovat okolí francouzského Vienne. Tam byli zajati, bičováni, lámali jim nohy a roku 212 byli probodnuti mečem.
Jejich svátek se slaví 23. dubna.